# Taubenturm (Agonac)

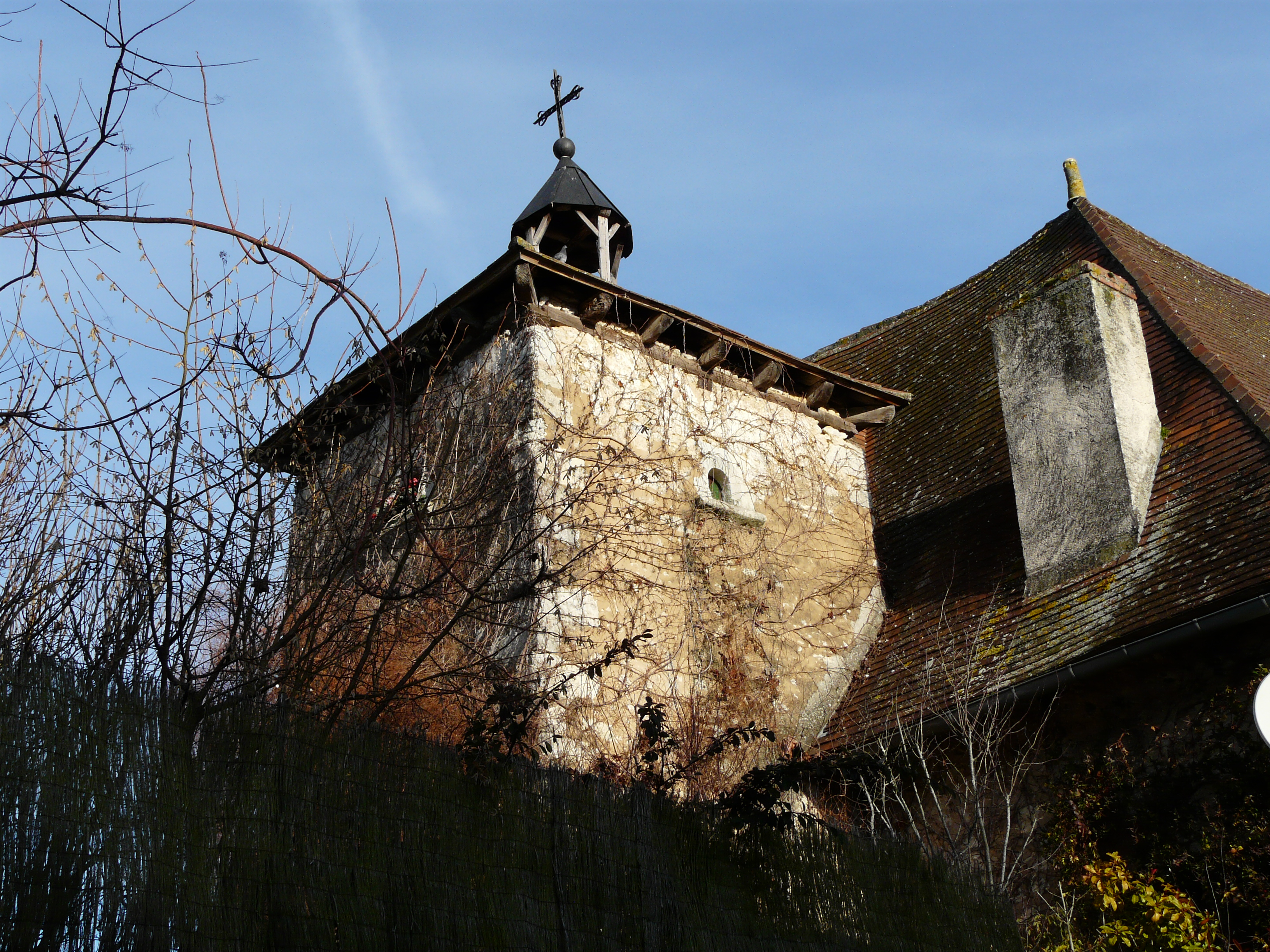
Taubenturm in Agonac, dahinter Gebäude des Hospiz mit kleinem Glockenturm

Der Taubenturm (französisch colombier oder pigeonnier) in Agonac, einer französischen Gemeinde im Département Dordogne in der Region Nouvelle-Aquitaine, wurde im 17. Jahrhundert errichtet.
Der rechteckige Taubenturm an der Rue de la Chapelle, bestehend aus Bruchsteinmauerwerk mit Eckquaderung, gehört zu einem ehemaligen Hospiz, das in einem Manoir aus dem 17. Jahrhundert untergebracht war.